# Peggy Etter
Margaret Cairns Etter, más conocida como Peggy Etter (Greenville (Delaware), Estados Unidos, 1943-Minneápolis (Minnesota), Estados Unidos, 1992) fue una química estadounidense que contribuyó al desarrollo de la química del estado sólido para compuestos orgánicos cristalinos. Es conocida por su trabajo de caracterización y clasificación de los contactos por enlaces de hidrógeno en compuestos orgánicos.

## Educación y carrera
Peggy Etter nació en Greenville, una población de Delaware cercana a Wilmington. Su padre, Theodore Cairns, era químico de
profesión. Estudió en la Universidades de Cornell y Pensilvania. Completó un máster en la Universidad de Delaware en 1971 y obtuvo un doctorado por la Universidad de Minnesota. Su trabajo de tesis y posdoctorado posterior consistió en el estudio de las propiedades químicas y estructurales de compuestos de yodo polivalentes usando la difracción de rayos X y técnicas espectroscópicas.
Tras una breve estancia como profesora asistente en Augsburg College, Etter obtuvo en empleo en la compañía 3M como investigadora. Colaboró con varios grupos de investigación para estudiar compuestos cristalinos y polímeros. Durante esta época empezó a analizar las distintas configuraciones adoptadas por los enlaces de hidrógeno en sólidos orgánicos. Estas observaciones dieron lugar más adelante a las «reglas de Etter» y al desarrollo de una representación gráfica de las redes de
enlaces de hidrógeno publicada en 1990 en Accounts of Chemical Research y Acta Cristallographica. Esta representación es usada ampliamente en química estructural y química del estado sólido para la descripción de compuestos orgánicos.
Debido a las dificultades de mantener un programa de investigación estable en 3M, Etter regresó a la Universidad de Minnesota y en 1984 consiguió un puesto como profesora en la Facultad de Química. Durante el resto de su carrera se dedicó a la investigación de las propiedades de sólidos cristalinos y de los enlaces de hidrógeno. Su trabajo influyó en varias áreas de interés en el campo de la química orgánica del estado sólido, como el crecimiento de cristales, formación de clatratos y las transiciones de fase. En abril de 1991, le diagnosticaron un cáncer de riñón avanzado que terminó su vida en junio de 1992, en la fase más productiva de su carrera.

## Premios y reconocimientos
En 1979, Etter recibió el premio Good Neighbor de la emisora de radio de Minnesota WCCO por sus contribuciones al desarrollo de un programa científico escolar.
En reconocimiento tanto sus logros científicos como su labor como mentora de estudiantes y científicos noveles, la Asociación Estadounidense de Cristalografía instauró dos premios en honor de Peggy Etter: el premio Margaret C. Etter Early Career, concedido a científicos que han realizado contribuciones importantes en una etapa temprana de su carrera, y el premio Margaret
C. Etter Student Lecturer, otorgados a una selección de estudiantes por sus presentaciones orales en el congreso anual de la asociación.